# VW EA211 evo
Der VW EA211evo (EA = Entwicklungsauftrag) ist die Weiterentwicklung der Ottomotoren-Baureihe EA211 der Volkswagen AG. Die Baureihe umfasst Motoren mit drei und vier Zylindern und wird seit 2017 in verschiedenen Fahrzeugen des Volkswagen-Konzerns eingesetzt. Wichtige Merkmale der Baureihe EA211 wurden beibehalten, unter anderem die Konstruktion als Vollaluminiummotor, die Vierventiltechnik, der Antrieb der beiden obenliegenden Nockenwellen (DOHC-Ventilsteuerung) über einen relativ wartungsfreien Zahnriemen sowie der in den Zylinderkopf integrierte Abgaskrümmer. Mitte 2022 erschien der Motor als „evo 2“; er wurde im Hinblick auf die Euro 7-Abgasnorm in einigen Punkten überarbeitet und dann zunächst im VW T-Roc eingesetzt.

## Technik
Die Motoren der Baureihe EA211evo basieren auf den seit 2011 in zahlreichen Fahrzeugen des Volkswagen-Konzerns eingesetzten Motoren der Baureihe EA211. Es wird weiterhin eine 1,0-l-Dreizylinder-Variante mit Saugrohreinspritzung und ohne Aufladung (1.0 MPI) und eine 1,0-l-Dreizylinder-Variante mit Direkteinspritzung und Abgasturboaufladung (1.0 TSI) geben. Die 1,2-l-Vierzylinder-Varianten entfallen ersatzlos. Die neuen 1,5-l-Vierzylinder (1.5 TSI) basieren auf den alten 1,4-l-Motoren. Durch eine Verlängerung des Hubs von 80,0 mm auf 85,9 mm wird der Hubraum von 1395 cm³ auf 1498 cm³ erhöht. Der Grund für die Hubraumerhöhung liegt in der Verwendung des Miller-Brennverfahrens.

### Grundmotor
Das Zylinderkurbelgehäuse wird als sogenannte Open-Deck-Konstruktion im Druckguss aus der Aluminiumlegierung AlSi9Cu3 hergestellt. Die 1.5-TSI-Variante mit 96 kW setzt weiterhin auf eingegossene Laufbuchsen aus Grauguss, bei der 110-kW-Variante wird auf die Aluminiumlaufbuchse eine Beschichtung mittels Plasmaspritzen aufgebracht; ab 2021 auch für den 1,0 TSI-Motor im Škoda Fabia IV.

### Ventiltrieb
Alle Varianten verfügen über vier Ventile pro Zylinder, die über Rollenschlepphebel von den beiden obenliegenden Nockenwellen (DOHC-Ventilsteuerung) betätigt werden. Die Nockenwellen werden über einen recht langen wartungsfreien Zahnriemen von der Kurbelwelle angetrieben.
Alle 1.5-TSI-Motoren verfügen über eine stufenlose Verstellung der Einlass- und der Auslassnockenwelle mittels hydraulischer Phasensteller. Außerdem setzt der 1.5 TSI auf eine Zylinderabschaltung, die bei Volkswagen auch als Active Cylinder Termination (ACT) bezeichnet wird. Bei niedriger und mittlerer Last werden der zweite und der dritte Zylinder stillgelegt. Der 1.5 TSI mit 110 kW verfügt aufgrund der hohen Abgastemperaturen über natriumgefüllte Auslassventile.

### Aufladung und Abgas
Bei der 96 kW-Variante des 1.5 TSI wird ein Turbolader mit variabler Turbinengeometrie (VTG-Lader) eingesetzt. Diese Konstruktion ist im Bereich der Dieselmotoren seit einigen Jahren weit verbreitet, bei Ottomotoren jedoch aufgrund der höheren Abgastemperaturen bislang nur in wenigen Modellen zu finden. Der VTG-Lader in der 96-kW-Variante ist auf Abgastemperaturen bis 880 °C ausgelegt, der konventionelle Turbolader mit Wastegate in der 110-kW-Variante auf Abgastemperaturen bis 1050 °C.
Volkswagen verwendet für diese Motoren den Markennamen „TSI“. Je nach Variante werden unterschiedliche Turbolader eingesetzt, die sich vor allem in den Abmessungen der Turbinen- und Verdichterräder unterscheiden. Die 96 kw (130 PS) Variante wird bei VW nur als BlueMotion angeboten.
Alle Motoren verfügen über einen Drei-Wege-Katalysator.

### Kühlung
Alle Motoren sind flüssigkeitsgekühlt. Um den Warmlauf zu beschleunigen, ist der Hochtemperaturkühlkreis der Motorkühlung in zwei Kreisläufe unterteilt, einen für den Zylinderblock und einen für den Zylinderkopf. Jeder Kreislauf verfügt über ein eigenes Thermostat. Die Kühlung des Zylinderkopfs erfolgt nach dem Prinzip der Querstromkühlung.
Zudem gibt es einen Niedertemperatur-Kühlkreislauf für die indirekte Ladeluftkühlung. In diesen Kreislauf ist auch die Kühlung des Abgaskrümmers und des Turboladers eingebunden. Der Niedertemperaturkreislauf verfügt über eine elektrisch angetriebene Kühlmittelpumpe, wodurch beispielsweise der Turbolader auch nach Abstellen des Fahrzeugs gekühlt werden kann.

## Varianten
1,5-l-Vierzylinder (1.5 TSI)

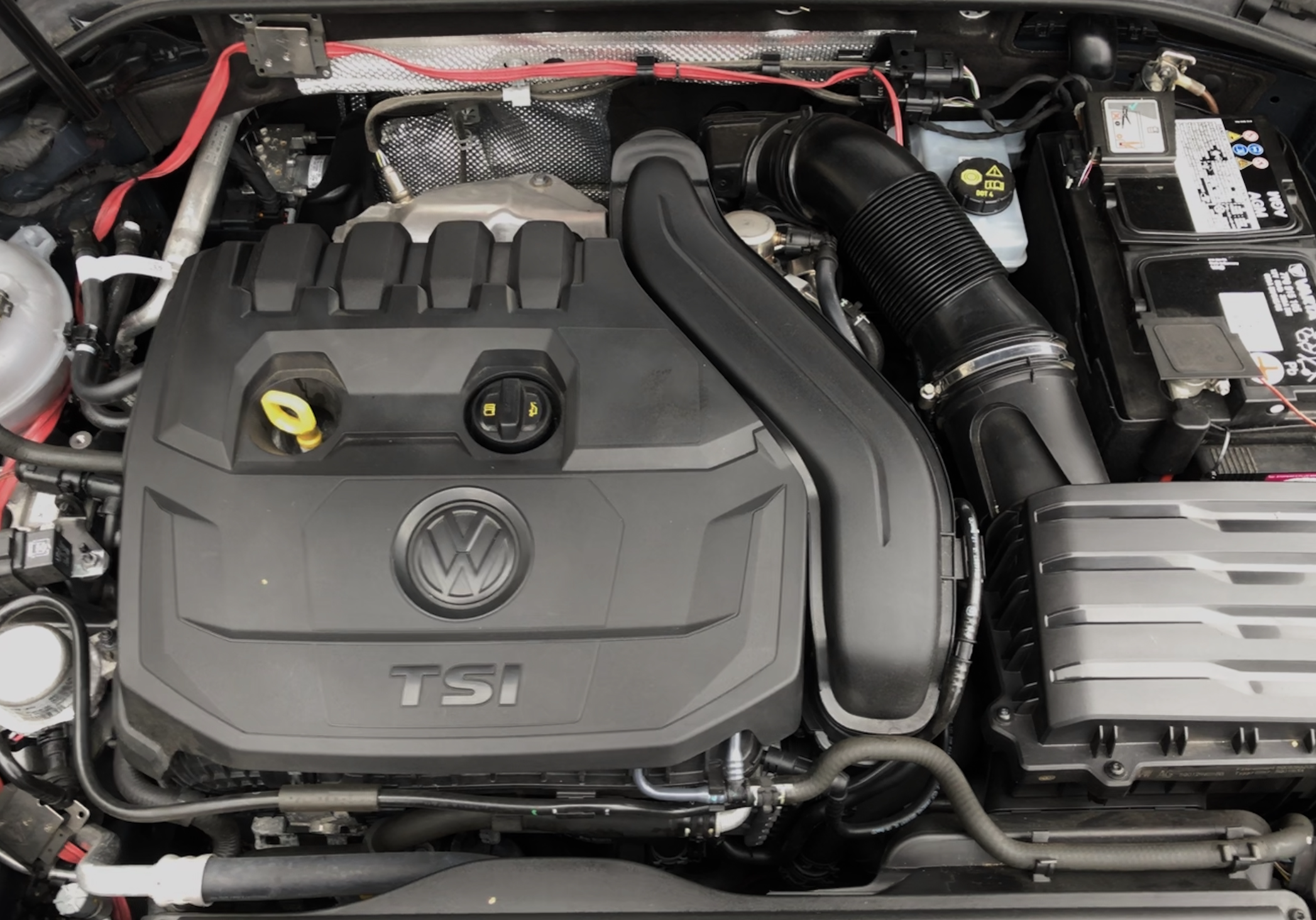
Der VW EA211 evo Vierzylinder (Kennung DADA) in einem Golf VII

Der Hubraum des Vierzylinder-Reihenmotors beträgt 1498 cm³ mit einer Bohrung von 74,5 mm und einem Hub von 85,9 mm bei einem Zylinderabstand von 82 mm. Die Verdichtung beträgt 12,5 bei der 96-kW-Variante und 10,5 bei der 110-kW-Variante. Bei dieser Motorvariante ist für den Zahnriemen ein Wechselintervall von 240.000 km vorgesehen.
Der Motorkennbuchstaben DPCA wurde ab Modelljahr 2020 verwendet.
| Hersteller | Baureihe             | Bauzeitraum                                  |
| --- | -------------------- | -------------------------------------------- |
| Motorkennbuchstabe: DPBC, Leistung: 84 kW (114 PS) bei 4500–6000/min, Drehmoment: 220 Nm bei 1750–3000/min           |                      |                                              |
| Volkswagen | VW Caddy V           | seit 11/2020                                 |
| Ford | Ford Tourneo Connect | ab 05/2022                                   |
| Motorkennbuchstabe: DACA, Leistung: 96 kW (130 PS) bei 5000–6000/min, Drehmoment: 200 Nm bei 1400–4000/min           |                      |                                              |
| Seat | Seat Leon III        | seit 09/2018                                 |
| Volkswagen | VW Golf VII          | seit 07/2017                                 |
| Volkswagen | VW Golf Sportsvan    | seit 10/2017                                 |
| Motorkennbuchstabe: DADA und DPCA, Leistung: 110 kW (150 PS) bei 5000–6000/min, Drehmoment: 250 Nm bei 1500–3500/min |                      |                                              |
| Audi | Audi A1 GB           | seit 11/2018 und seit 08/2019 DPCA           |
| Audi | Audi A3 8V           | seit 05/2017 und seit 08/2019 (DPCA)–02/2020 |
| Audi | Audi A3 8Y           | seit 03/2020                                 |
| Audi | Audi Q2 GA           | seit 11/2018 und seit 08/2019 DPCA           |
| Audi | Audi Q3 F3           | seit 11/2018 und seit 08/2019 DPCA           |
| Seat | Seat Arona           | seit 11/2017                                 |
| Seat | Seat Ateca           | seit 10/2018                                 |
| Seat | Seat Ibiza 6F        | 08/2017–08/2018 und seit 09/2020 DPCA        |
| Seat | Seat Leon III        | seit 09/2018                                 |
| Seat | Seat Leon IV         | seit 04/2020                                 |
| Seat | Seat Tarraco         | seit 12/2018 und seit 09/2020 DPCA           |
| Škoda | Škoda Karoq          | seit 07/2017                                 |
| Škoda | Škoda Kamiq          | seit 10/2019                                 |
| Škoda | Škoda Kodiaq         | seit 11/2018                                 |
| Škoda | Škoda Octavia III    | seit 08/2017                                 |
| Škoda | Škoda Scala          | seit 05/2019                                 |
| Škoda | Škoda Superb III     | seit 10/2018                                 |
| Škoda | Škoda Fabia IV       | ab 9/2021                                    |
| Volkswagen | VW Arteon            | seit 11/2017                                 |
| Volkswagen | VW Golf VII          | seit 03/2017 und seit 08/2019 DPCA           |
| Volkswagen | VW Golf Sportsvan    | seit 10/2017                                 |
| Volkswagen | VW Passat B8         | seit 10/2018                                 |
| Volkswagen | VW Polo VI           | seit 12/2018                                 |
| Volkswagen | VW T-Cross           | seit 04/2019                                 |
| Volkswagen | VW T-Roc             | seit 11/2017                                 |
| Volkswagen | VW Touran II         | seit 10/2018                                 |
| Volkswagen | VW Taigo             | seit 09/2021                                 |

## Weblink
- sueddeutsche.de vom 25. Mai 2016, VW setzt jetzt auf Benzinmotoren, abgerufen am 28. Januar 2019.